# Hasna Benhassi
Hasna Benhassi (àrab: حسنة بنحسي; n. a Marràqueix, l'1 de juny de 1978) és una atleta de mitjana distància marroquina retirada.
Va competir als Jocs Olímpics de 2000, 2004 i 2008 i va guanyar dues medalles a la prova de 800 m, el 2004 i el 2008. Als campionats del món va guanyar una medalla d'or de més de 1500 m en coberta el 2001 i medalles de plata de més de 800 m a l'aire lliure el 2005 i 2007. El 2004, va ser nomenada Esportista de l'Any al Marroc després d'una enquesta realitzada per la Ràdio Marroquina entre 43 mitjans de comunicació.
Benhassi està casada amb el corredor de mitja distància olímpic Mouhssin Chehibi; tenen una filla que es diu Farah.